# Книга добра

Логотип проєкту «Книга Добра»

«Книга Добра» — міжнародний соціальний проєкт, збірка розповідей про добро.
Мета проєкту — відшукати і поширити унікальні історії про добро в усіх його проявах. Він є продовженням проєкту «Діти за мир в усьому світі». 
Керівник проєкту — Василь Вишиванюк, почесний консул Угорщини у Івано-Франківську та Івано-Франківській області. 
Редакційну  раду проєкт очолює  лауреат Шевченківської премії в галузі літератури Марія Матіос.
Участь у  створенні  «Книги Добра» взяли більше 500 тисяч дітей та дорослих. 200 переможців проєкту мали змогу впродовж літа 2017 року відпочити та оздоровитись в Угорщині,  350 дітей із сімей учасників АТО, обдаровані хлопці і дівчата, а також переможці трьох етапів міжнародного соціального проєкту «Книга добра» з різних регіонів України в період із 2018-2019 мали змогу бути в складі української делегації та передавати примірник «Книги Добра» в найбільші бібліотеки світу. Унікальні примірники «Книги Добра» зберігаються у бібліотеках Ватикану, Туреччини, Литви, Латвії, Естонії, Румунії та України.

## Хронологія проєкту
Проєкт стартував 8 лютого 2017 року за підтримки Міністра закордонних справ україни Павла Клімкіна, народного депутата України, письменниці Марії Матіос, Міністерства закордонних справ Естонії, Посольства Естонії в Україні, Міністерства людських ресурсів Угорщини, Посольства Угорщини в Україні, з благословення Кардинала, верховного архієпископа Києво-Галицького Любомира Гузара.
На першому етапі проєкту, який завершився 15 березня  2017, діти з усіх регіонів України писали реальні історії про добро та малювали ілюстрації до них. На електронну адресу організаторів проєкту надійшло більше 3000 реальних історій про добрі вчинки людей. За умовами проєкту - 100 історій, відібраних редакційною  радою проєкту, стали  сюжетами до малюнків про Добро.
Другий етап проєкту полягав у створенні художніх малюнків і тривав із  29 березня по 1 червня 2017. Організаторам надійшло близько 40 000 робіт, з яких редакційна рада обрала 100 найкращих ілюстрацій до історій про Добро. Згодом зі 100 історій про добро та 100 ілюстрацій до історій про добро було обрано 50 історій та ілюстрацій, які увійшли у Книгу Добра.
11 червня 2017 в рамках ініціативи «Книга Добра» Президент України Петро Порошенко разом з дружиною Мариною Порошенко та Президентом Словацької Республіки Андреєм Кіскою провели  групу із 112 дітей на відпочинок до Угорщини. У цій групі були переможці проєкту «Книга Добра», а також діти українських військових, що брали участь в АТО та діти із сімей ВПО.
7 вересня 2017 року в Центрі української культури у м. Таллінні (Естонія) були виготовлені перші сторінки книги. Друкують книгу на черпаному папері, який виготовляють з бавовни і трав, зібраних у тих регіонах, звідки надійшли історії про добро. Даний  папір зберігається більше  тисячі років. На кожну сторінку було створене окреме кліше, виведене каліграфічним почерком. Дерев’яно-шкіряна палітурка книги  зроблена з 150-ти річних колотих дошок та пришитого стародавнім способом за допомогою пергаменту до неї  книжкового блоку.
В 2018 у Вінниці у видавництві ПП «ТД « Едельвейс і К» вийшло друком обсягом 288 сторінок і накладом 5000 літературно-художнє видання «Книга Добра : Міжнародний соціальний проект», ISBN 978-617-7237-52-4. У книзі зібрано й упорядковано сто історій про добро.
Заплановано виготовити 100 ексклюзивних примірників «Книги Добра» та 10 000 друкованих примірників. Унікальну "Велику книгу", разом із друкованими копіями, планується презентувати в усіх обласних центрах України, згодом друковані копії буде передано бібліотекам і загальноосвітнім школам. Під час презентації, обиратимуться  найкращі творчі колективи, які в майбутньому матимуть змогу бути в складі української делегації, під час передачі Книги Добра в одну із 50 країн світу.  Насамперед, в бібліотеку Конгресу США, Королівську бібліотеку Великої Британії та Олександрівську бібліотеку (Єгипет).
9 грудня 2017 у приміщенні Національно культурного-мистецького та музейного комплексу «Мистецький арсенал» відбулась презентація першого екземпляру унікальної «Книги Добра» за участі  Президента України Петра Порошенка, Міністра закордонних справ України Павла Клімкіна, керівника Центру української культури у м.Таллінні (Естонія) Анатолія Лютюка та учасників проєкту зі всієї України.
8 серпня 2018 українська делегація на чолі із Міністром закордонних справ України Павлом Клімкіним, за участі 80 дітей із сімей воїнів АТО, учасників, співорганізаторів та меценатів Проєкту мала змогу взяти участь у  Генеральній Аудієнції та особисто репрезентувати і передати «Книгу Добра» Його Святості Папі Франциску.
У міжнародний день Добра, 13 листопада 2018 українська делегація за участі 65 дітей із сімей воїнів АТО, учасників, співорганізаторів та меценатів Проєкту вручила Книгу Добра Вселенському Патріархові Варфоломію І.  
10 січня 2019 за участі 40 дітей, серед яких учасники І та II етапів проєкту Книга Добра, найактивніші учасники III етапу, діти бійців АТО, ВПО, із малозабезпечених сімей, а також обдаровані діти, організатори проєкту та супроводжуючі особи спільно з Міністром закордонних справ України Павлом Клімкіним передали Книгу Добра Міністру закордонних справ Литви Лінасу Лінкявічюсу.
11 січня 2019 українська делегація мала зустріч із головою парламенту пані Інарою Мурнієце та передала їй Книгу Добра на зберігання у головну книгозбірню Латвії.
13 січня 2019 посланці добра спільно із Посольством України в Естонії, Конгресом українців в Естонії та Центром української культури у м. Таллінні за участі голови парламенту Ейкі Нестора передали "Книгу Добра" для національної бібліотеки Естонії.
27 лютого 2019 за підтримки Міністра закордонних справ України Павла Клімкіна та Посольства України в Румунії, 80 учасників міжнародного соціального проєкту "Книга Добра" та організатори проєкту взяли участь в аудієнції на запрошення Її Величності, Принцеси Маргарети, Берегині Румунської Корони та передали «Книгу Добра» Її Величності для зберігання в Королівському музею.